# Гасанов, Лев Гасанович
Гасанов Лев Гасанович (28 апреля 1936, Ашхабад — 28 июля 2002, Киев) — советский и украинский учёный в области вычислительной и информационной техники, доктор технических наук, профессор, член-корреспондент НАН Украины (с 18 мая 1990 года). Лауреат Государственной премии СССР и УССР в области науки и техники (1984), Заслуженный деятель науки УССР (1982).

## Биография
Родился 28 апреля 1936 года. Окончил Киевский политехнический институт. С 1974 по 1991 год лет возглавлял научно-производственное объединение «Сатурн». Был членом Комитета по Государственным премиям Украинской ССР в области науки и техники при Совете Министров УССР. Был общественным деятелем, руководил творческим союзом радиотехники, электроники и связи имени Попова, а затем 15 лет — президент Союза научных и инженерных обществ Киева. Принимал участие в разработке стратегических и тактических планов развития электронной промышленности СССР. После развала Союза занялся бизнесом, создал фирму «Квазар». Основатель Всеукраинской ассоциации пенсионеров.
Умер 28 июля 2002 года.

## Научная деятельность
Автор более 340 научных работ и почти 70 изобретений и технических разработок. Под его руководством несколько десятков молодых ученых стали кандидатами и докторами наук.

## Память
В Киеве, на проспекте Леся Курбаса, 2-б, на фасаде ОАО НПП «Сатурн», руководителем которого был Лев Гассанов, установили гранитную мемориальную доску.